# جوني برويرز
جوني برويرز (بالهولندية: Johnny Broers)‏ مواليد 9 أبريل 1959 في هولندا، هو دراج هولندي سابق.

## روابط خارجية
- جوني برويرز على موقع أرشيف الدراجات (الإنجليزية)
- جوني برويرز على موقع إحصائيات الدراجات الإحترافية (الإنجليزية)
- جوني برويرز على موقع CycleBase (الإنجليزية)